# П'єр Варіньон
П'єр Варіньо́н (фр. Pierre Varignon, *1654, Кан — †23 грудня 1723, Париж) — французький математик і механік. Основний внесок Варіньон здійснив у статику (теоретична механіка). Поряд із Лопіталем, Варіньон був одним з перших пропагандистів диференціального числення у Франції.

## Біографічні дані
Народився в місті Кан. Вивчав філософію і математику. Варіньон готував себе до релігійної діяльності, але, вивчаючи твори Евкліда і  Декарта, захопився математикою і механікою. Праці Варіньона присвячені теоретичній механіці, аналізу нескінченно малих, геометрії, гідромеханіки та фізики. Наприкінці 17 і на початку 18 століття Варіньон керував видавництвом «Журналу вчених» (фр. Journal des savants), в якому поміщали свої роботи щодо обчислення нескінченно малих брати Бернуллі Якоб і Йоганн.
З 1688 року — професор математики в Колежі Мазаріні, з 1704 — в Колеж де Франс.

## Наукові здобутки
Головні заслуги Варіньона відносяться до теоретичної механіки, а саме до геометричної статики. У 1687 році Варіньон представив в Паризьку АН працю «Проект нової механіки» (фр. Projet d'une nouvelle mécanique), у якій сформулював правило паралелограма сил, розвинув поняття моменту сил і подав геометричне доведення фундаментальної теореми статики про те, що момент рівнодіючої двох збіжних сил дорівнює сумі моментів складових сил відносно тієї ж точки (теорема Варіньона).
У 1725 році в Парижі було видано трактат Варіньона «Нова механіка або статика» (фр. Nouvelle mécanique, ou Statique), що являє собою систематичний виклад вчення про складання і розкладанні сил, про моменти сил і правила оперування ними. Цей виклад майже без змін зберігся в підручниках зі статики до нашого часу.
Вивчав рівновагу і рух рідини. Дав пояснення закону Торічеллі.
В геометрії Варіньон вивчав різні спеціальні криві, зокрема ввів термін «логарифмічна спіраль». Написав підручник з елементарної геометрії (фр. Eléments de mathématiques), виданий у 1731 році.